# Van muizen en mensen

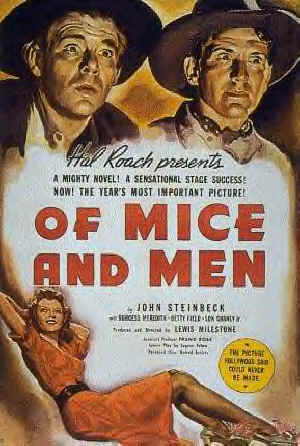
Poster

Van muizen en mensen (oorspronkelijke titel: Of Mice and Men) is een novelle van de Amerikaanse schrijver John Steinbeck. Het boek werd gepubliceerd in 1937 en was het eerste werk dat de latere Nobelprijs-winnaar Steinbeck erkenning bracht.
Steinbeck schreef het verhaal oorspronkelijk als toneelstuk. Dat is aan de constructie goed te zien in de uitgebreide situatiebeschrijvingen die lezen als regie- en decoraanwijzingen.

## Titel
De titel van het boek is ontleend aan een gedicht van de Schotse dichter Robert Burns, getiteld 'To a Mouse', uit de regel The best-laid schemes o' mice an' men, Gang aft agley (de bestbedachte plannen van muizen en mensen lopen vaak mis). In dit gedicht vergelijkt de dichter het lot van de muis in positieve zin met dat van de mens: de muis weet niet wat hem boven het hoofd hangt. Het gedicht impliceert een nauwe relatie tussen mens en dier: beide zijn ten prooi aan het noodlot. Dit idee vormt de achtergrond van het verhaal.

## Thema
Het thema van het verhaal is kameraadschap of vriendschap (en uiteindelijk ook het noodlot). De vriendschap tussen de hoofdpersonen George en de mentaal zwakke Lennie is intens. Zij hebben een gezamenlijke droom, die ze ondanks alle tegenslagen levend houden: samen een eigen boerderijtje beginnen. De vriendschap leidt aan het eind van het verhaal tot een door sommigen als controversieel beschouwde oplossing. Als gevolg hiervan is het boek op sommige scholen en universiteiten in de Verenigde Staten herhaaldelijk onderwerp van discussie geweest, en soms ook uit het curriculum verwijderd.

## Personages
- George is een slimme en doorgewinterde landarbeider, die wel klaagt over de zorgen die hij door de mentaal achtergebleven maar lichamelijk ijzersterke Lennie heeft, maar toch zeer aan hem verknocht is.
- Lennie is de achterlijke vriend van George. Ze trekken al jarenlang samen rond en zijn aan elkaar gewend geraakt. Lennie leeft voor de droom die George telkens opnieuw verkondigt.
- Candy is een oude veger die op de ranch werkt. Hij heeft maar één hand. Hij wil ook deel uitmaken van de droom van Lennie en George.
- Curley is de zoon van de baas en daarom voelt hij zich beter dan de rest. Hij werkt op ieders zenuwen en is zeer jaloers.
- Curleys vrouw is eenzaam en zoekt contact met de andere mannen op de ranch, waardoor ze hen in de problemen brengt.
- Slim is de muildiermenner en heeft veel gezag bij de arbeiders.
- Crooks is de zwarte stalknecht en wordt erg benadeeld door de rest van de arbeiders. Zijn bijnaam ontleent hij aan zijn kromme rug.
- Whit en Carlson zijn overige arbeiders.

## Korte inhoud
Lennie is in de problemen geraakt door een beschuldiging door een meisje dat hij haar zou hebben willen aanranden. Lennie, die gek is op zachte en aaibare dingen en daarbij zijn eigen kracht vergeet (wat ook al aan veel kleine huisdieren het leven had gekost) had echter alleen haar jurk willen aaien. De mannen zijn op zoek naar een nieuwe werkplek en vinden die op het bedrijf van de vader van Curley. Als de arrogante Curley op een dag merkt dat zijn vrouw weer met de mannen flirt, richt zijn woede zich op Lennie. In het gevecht verbrijzelt Lennie Curleys hand. De zaak wordt in de doofpot gestopt en Curley doet het voorkomen alsof hij gewond was geraakt door het werken met een machine.
Een van de mannen geeft Lennie een puppy, die echter na een paar dagen bezwijkt onder Lennies liefkozingen. Troosteloos zit hij in de schuur, bang voor de reactie van George en bevreesd dat hij nu niet voor de konijnen zal mogen zorgen op hun toekomstige boerderijtje. De vrouw van Curley is op dat moment op zoek naar aandacht en gezelschap en voegt zich bij hem. Zij begint met hem te praten en nodigt hem uit haar zachte krullen aan te raken. Zijn groeiende opwinding brengt haar in paniek en zij schreeuwt om hulp. Als Lennie haar geroep probeert te stoppen, schudt hij haar zo hevig heen en weer dat zij haar nek breekt en sterft. Lennie vlucht naar een met George afgesproken ontmoetingsplek. 
Als haar dood ontdekt wordt, organiseert Curley een zoektocht. George weet echter waar Lennie zit en bereikt hem als eerste. George gaat bij Lennie zitten en samen praten ze over hun droomboerderijtje en de konijnen waar Lennie voor mag zorgen. George benadrukt dat zij samen gelukkiger zullen zijn dan anderen vanwege hun vriendschap. Hij vraagt Lennie het hoofd af te wenden en uit te kijken over de rivier. Op dat moment plaatst George het pistool van Carlson tegen Lennies achterhoofd en geeft hem wat letterlijk gezien kan worden als een genadeschot.

## Film
Het boek is diverse malen bewerkt tot een televisie en bioscoopfilm, de laatste keer in 1992, met in de hoofdrollen John Malkovich als Lennie en Gary Sinise als George. De regisseur was Gary Sinise.

## Theater
Wereldwijd zijn er vele theaterproducties geweest, met de eerste in 1937 in het Music Box Theatre op Broadway.
In Nederland zijn eveneens meerdere producties van Van Muizen en Mensen gespeeld: In 1953 werd het opgevoerd door het Rotterdams Toneel onder regie van Max Croiset. In 1989 door Theater Pssstt onder regie van Marjolein Polman en Johan Doesburg, naar een bewerking van eveneens Johan Doesburg en Ton Theo Smit. In datzelfde jaar begon ook Literair Theater Branoul met hun versie gebaseerd op een bewerking van Rein Edzard en Michiel Kerbosch die nog zou worden opgevoerd in 2002.  Door Theatergroep Het Vervolg in 2001 met in de hoofdrollen Bas Keijzer als Lennie en Iwan Walhain als George en geregisseerd door Léon van der Sanden.